# تروي واترس
تروي واترس (بالإنجليزية: Troy Waters)‏ (23 أبريل 1965 بلندن في الإمبراطورية الرومانية - 17 مايو 2018 بسيدني في أستراليا) هو ملاكم أسترالي، صنّف ضمن فئة الوزن المتوسط.

## إحصائيات
خاض خلال مسيرته 33 نزالا، فاز في 28 وخسر في 5. فاز بالضربة القاضية في 20 نزالا.

## روابط خارجية
- تروي واترس على موقع بوكس ريك (الإنجليزية) (registration required)